# Samuel Gercke
Samuel Gercke (auch Gerke; † nach 1693) war ein deutscher Orgelbauer und Organist in Güstrow in Mecklenburg.

## Leben und Wirken
Über sein  Leben gibt es fast keine Informationen. Samuel Gercke arbeitete bei dem Orgelbauer Heinrich Herbst d. Ä. aus Magdeburg und heiratete dessen Tochter. Von 1680 bis 1683 bauten beide mit Heinrich Herbst d. J. und offensichtlich auch Arp Schnitger eine große Orgel in Basedow, die heute die älteste erhaltene Orgel in Mecklenburg ist. Von 1693 ist eine letzte Arbeit bekannt.

## Orgeln
Von Samuel Gercke sind nur zwei Orgelneubauten sowie einige Reparaturen in Mecklenburg bekannt.
Orgelneubauten
| Jahr      | Ort     | Gebäude    | Bild | Manuale | Register | Bemerkungen |
| --------- | ------- | ---------- | ---- | ------- | -------- | --- |
| 1680–1683 | Basedow | Kirche     |      | III/P   | 36       | mit Heinrich Herbst d. Ä. und d. J. und Arp Schnitger, mehrmals umgebaut, 1982 rekonstruiert und restauriert durch Schuke, 2012 restauriert – Orgel |
| 1688      | Röbel   | St. Marien |      | II/P    | 26       | nicht erhalten |

Weitere Arbeiten
| Jahr     | Ort     | Gebäude       | Bild | Manuale | Register | Bemerkungen                        |
| -------- | ------- | ------------- | ---- | ------- | -------- | ---------------------------------- |
| 1685     | Malchow | Stadtkirche   |      |         |          | Reparaturen, auch schon 1663?      |
| 1685     | Malchow | Klosterkirche |      |         |          | Reparaturen                        |
| vor 1686 | Güstrow | Schloss       |      |         |          | Reparaturen, eventuell auch Neubau |
| 1686     | Güstrow | Dom           |      |         |          | Reparaturen, auch 1693             |